# Entedonomphale boccaccioi
Entedonomphale boccaccioi är en stekelart som beskrevs av Triapitsyn 2005. Entedonomphale boccaccioi ingår i släktet Entedonomphale och familjen finglanssteklar. Inga underarter finns listade i Catalogue of Life.